# Багачарой
Багачарой (чечен. Багачарой) — чеченский тайп, входящий в тукхум Чеберлой. Исторически проживали в ауле Богачерой, области Чебарла в Чечне.

## Происхождение
Согласно полевым материалам, чеченский тайп Багачарой выселился из района, который находится у истоков Сунжи, у горного хребта Багучар. По мнению Лечи Ильясова в те времена этот тайп относился к чеченскому тайпу аккий, есть сведения, что багачаройцы даже после переселения на правый берег Шаро-Аргуна продолжали считать себя частью этого тайпа.

## История
Часть багачаройцев ещё в XVII веке основала село Багачарой у выхода из Аргунского ущелья, неподалеку от селения Гойты. В 1825 году село было сожжено русскими войсками в результате трехдневного сражения. Это сражение было описано князем Волконским в одном из писем к своему другу:
Отряд Генерал-Лейтенанта Фрейтага, несмотря на сильные морозы, которые возвышались до 20 и более градусов по Реомюру, продолжал до 23 декабря занятия свои в Чеченских лесах, приложением широких просеков и истреблением между реками Мартангом и Гойтою ближайших аулов.

С сею последнею целю был послан, 14 декабря, с пятью баталионами пехоты, кавалерией и 8-ю орудиями, Командир Егерского Генерал-Адъютанта Князя Чернышева полка, Флигель-Адъютант Полковник Князь Барятинский, в аул Богачарой, расположенный в одном из самых недоступных мест Малой Чечни. Селение это было взято и истреблено, а неприятель, старавшийся отмстить войскам, когда колонна возвращалась в лагерь, был строго наказан.